# Guylian
Guylian is een Belgisch bedrijf dat chocolade maakt. De fabriek is gevestigd in Sint-Niklaas waaruit geëxporteerd wordt naar de hele wereld. 94% van de omzet wordt gerealiseerd buiten België.
Het hoofdkantoor is gevestigd in België en er zijn verkoopkantoren in het Verenigd Koninkrijk, Frankrijk, de Verenigde Staten en Azië. Ook zijn er verkoopkantoren voor Duitsland/Oostenrijk en Spanje/Portugal.

## Geschiedenis
Guylian werd opgericht in 1958 door Guy Foubert. De naam is een samentrekking van Guy en Liliane, zijn vrouw.
Sinds juni 2008 is Guylian eigendom van het beursgenoteerde bedrijf Lotte Confectionary Co, Ltd. Dit is een dochteronderneming van de Lotte Groep, de op vier na grootste holdingmaatschappij in Zuid-Korea.

## Record
In maart 2005 behaalde het bedrijf een wereldrecord door 's werelds grootste chocoladesculptuur te maken op het plein van Sint-Niklaas. Bij de bouw van het chocoladesculptuur waren 26 chocolademakers betrokken die acht dagen continu bezig waren. Uiteindelijk werd het sculptuur 8,32 meter hoog en 6,39 meter breed. Er was 1950 kilo chocolade gebruikt. Het kunstwerk werd geveild en de opbrengst ging naar kansarme kinderen in Congo.